# Vela ai Giochi della XXIX Olimpiade - Star
Le gare di vela della classe Star valide per la XXIX Olimpiade si sono svolte dal 15 al 21 agosto 2008 a Qingdao nella Qingdao International Sailing Centre. Hanno partecipato alla competizione 16 equipaggi.
I punti sono stati assegnati in base alle posizioni finali in ciascuna regata (1 al primo, 2 al secondo etc.). Sono stati considerati i migliori 9 punteggi delle dieci regate di qualificazione, e ciascun equipaggio ha potuto scartare il punteggio più alto. I 10 equipaggi con il punteggio più basso hanno gareggiato in un'ultima regata, chiamata "Medal Race" in cui il punteggio valeva doppio e andava a sommarsi a quello delle 9 regate di qualificazione.
In caso di squalifica, o di mancata partenza per una regata, all'equipaggio venivano assegnati 28 punti per quella regata (21 nell'ultima) ovvero uno in più di quanti ne avrebbe avuto se si fosse classificata ultimo.

## Medaglie
| Posizione | Atleta                        | Paese       |
| --------- | ----------------------------- | ----------- |
|           | Iain Percy e Andrew Simpson   | Regno Unito |
|           | Robert Scheidt e Bruno Prada  | Brasile     |
|           | Fredrik Lööf e Anders Ekström | Svezia      |

## Risultati
| Pos. | Atleta                                              | Regata | Regata | Regata | Regata | Regata | Regata | Regata | Regata | Regata | Regata | Regata     |     | Punteggio |
| Pos. | Atleta                                              | 1      | 2      | 3      | 4      | 5      | 6      | 7      | 8      | 9      | 10     | Medal Race |     | Punteggio |
| ---- | --------------------------------------------------- | ------ | ------ | ------ | ------ | ------ | ------ | ------ | ------ | ------ | ------ | ---------- | --- | --------- |
|      | Regno Unito Iain Percy Andrew Simpson               | 7      | 13     | 3      | 5      | 8      | 2      | 1      | 1      | 3      | 2      | 10         | 45  |           |
|      | Brasile Robert Scheidt Bruno Prada                  | 10     | 11     | 6      | 1      | 9      | 10     | 2      | 3      | 3      | 6      | 6          | 53  |           |
|      | Svezia Fredrik Lööf Anders Ekström                  | 1      | 4      | 15     | 3      | 6      | 1      | 8      | 2      | 1      | 7      | 20         | 53  |           |
| 4    | Polonia Mateusz Kusznierewicz Dominik Życki         | 5      | 6      | 8      | 2      | 10     | 9      | 3      | 5      | 9      | 13     | 2          | 59  |           |
| 5    | Svizzera Flavio Marazzi Enrico De Maria             | 9      | 7      | 9      | 9      | 5      | 5      | 6      | 11     | 4      | 1      | 4          | 59  |           |
| 6    | Francia Xavier Rohart Pascal Rambeau                | 12     | 1      | 5      | 4      | 7      | 6      | 9      | 9      | 8      | 2      | 18         | 69  |           |
| 7    | Germania Marc Pickel Ingo Borkowski                 | 2      | 14     | 1      | 8      | 3      | 8      | 14     | 10     | 6      | 10     | 8          | 70  |           |
| 8    | Portogallo Afonso Domingos Bernardo Plantier Santos | 3      | 3      | 10     | OCS    | 13     | 3      | 5      | 7      | 7      | 9      | 12         | 72  |           |
| 9    | Nuova Zelanda Hamish Pepper Carl Williams           | 4      | 9      | 2      | 11     | 1      | 12     | 11     | 13     | 5      | 11     | 14         | 80  |           |
| 10   | Italia Diego Negri Luigi Viale                      | 13     | 8      | 12     | 7      | 11     | 7      | 7      | 6      | 13     | 5      | 16         | 92  |           |
| 11   | Stati Uniti John Dane III Austin Sperry             | 8      | 2      | 4      | 12     | 15     | 15     | 16     | 16     | 10     | 4      |            | 86  |           |
| 12   | Austria Hans Spitzauer Hans Christian Nehammer      | 14     | 10     | 11     | 6      | 14     | 4      | 12     | 4      | 12     | 14     |            | 87  |           |
| 13   | Irlanda Peter O'Leary Stephen Milne                 | 6      | 12     | 7      | 10     | 12     | 13     | 13     | 8      | 11     | 12     |            | 91  |           |
| 14   | Australia Iain Murray Andrew Palfrey                | 11     | 15     | 13     | 15     | 2      | 11     | 10     | 12     | 14     | 8      |            | 96  |           |
| 15   | Croazia Marin Lovrovic Sinisa Mikulicic             | 15     | 5      | 14     | 13     | 4      | 14     | 4      | 14     | 15     | 15     |            | 98  |           |
| 16   | Cina Li Hongquan Wang He                            | 16     | 16     | 16     | 14     | 16     | 16     | 15     | 15     | 16     | 16     |            | 140 |           |

Legenda abbreviazioni
DSQ = Squalificato
DNF = Non terminata
DNS = Non partito
OCS = Rimasto sulla linea di partenza
CAN = Regata cancellata